# Parabezzia clastrieri
Parabezzia clastrieri är en tvåvingeart som beskrevs av Gustavo R. Spinelli och Eileen D. Grogan 1987. Parabezzia clastrieri ingår i släktet Parabezzia och familjen svidknott.
Artens utbredningsområde är El Salvador. Inga underarter finns listade i Catalogue of Life.